# Thrasamund vandál király
Thrasamund (450 körül – 523. május 6.) a vandálok királya 496-tól haláláig, Gunthamund király öccse.

## Vallás
Thrasamund felhagyott a katolikusok üldözésével. Visszahívta száműzetéséből Fulgentiust, Ruspe püspökét, de csak azért, hogy vitafele legyen, és levélben kért tőle felvilágosítás teológiai kérdésekben. A katolicizmushoz való közeledése miatt sokan reménykedni kezdtek hogy ariánus hitéről megtér katolikus hitre. Thrasamund azért volt olyan engedékeny a katolikusokkal szemben, mert az arianizmus akkoriban elég szilárdan tartotta magát Nyugaton.

## Házassága
Felesége Amalafrida hercegnő lett, aki Theoderich keleti gót király nővére volt. A király ezer gót harcos kíséretében küldte Amalafridát Karthágóba, hozománya pedig Szicília egy része, Marsala körzete volt, amivel nem csak gyarapodott Thrasamund birodalma, de fontos stratégiai támaszponthoz is hozzájutott. Marsalából a vandálok még jobban tudták ellenőrizni a Földközi-tenger forgalmát, és így a vandálok tengeri uralma stabilizálódott.

## Mór veszély
A belső területeken eközben egyre súlyosbodott a mór veszély, és ez állandó védekezésre késztette a vandálokat Amikor Thrasamund ellenük vonult, a mórok a tábor körüli meghatározott pontokon foglaltak állást, hogy kivédjék a támadásokat. A vandálok nem szívesen támadtak, mert nehezen tudtak alkalmazkodni a mórok harcmodorához. Nem voltak nyilazóik, nem voltak dárdavetőik és nem volt gyakorlatuk gyalogos harcban sem. A lovaik megijedtek a tevéktől, így menekülésre kényszerültek, és sokakat megöltek közülük.

## Római kultúra
Thrasamund az egyetlen szimpatikusnak beállított vandál uralkodó. A kortárs görög és római szerzők egyaránt dicsérik. Hangsúlyozzák, hogy mértékletes volt a beszédben, cselekedeteiben pedig megfontolt volt. Thrasamund közeledett a római kultúrához és annak képviselőihez. Fulgentiussal való kapcsolatán kívül valószínűleg nagy hatással volt rá felesége, Amalafrida is, aki Bizáncban Ariane császárnő mellett nevelkedett. Neki tulajdonítják, hogy a karthágói udvar megnyílt a művelt rómaiak előtt.
Thrasamund utánozta sógora, Theoderich király mecénási tevékenységét is. Karthágó mellett thermát, azaz fürdőt építtetett, és szerepe volt abban is, hogy a karthágói iskolák újjáéledtek. Ismert néhány karthágói magiszter neve: Felicianus Grammaticus, aki "visszahozta Afrikába az elmenekült irodalmat", Faustus mester a fórumon tartott iskolát, és tanítványa vaolt Luxorius, a költő. Florentinus dicsőítő verset írt Karthágóról. Művelt versíró volt a király referendáriusa, Petrus is.
A költők a vandál arisztokrácia körében is népszerűek voltak. Fennmaradt néhány, vandál előkelőkhöz írt vers. Prokopiosz szerint a vandálok rajongtak a színházért, a lóversenyért és szerették a táncot, a színészeket és a mímeseket. Dracontius, akit még Gunthamund azért záratott börtönbe, mert idegen fejedelmet dicsőített, azt írta, hogy Felicianus Grammaticus tanítványai között nem vandálok is voltak. Azonban Karthagón és az arisztokrácián kívül a vandálok többsége nem fogadta el a Rómát dicsőítő kultúrát. Erejét és hatalmát úgy kívánta megőrizni, hogy megtartja eredetét és szokásait. Thrasamundot halála után unokatestvére, Hilderich követte a trónon.